# Ditta Pásztory-Bartók

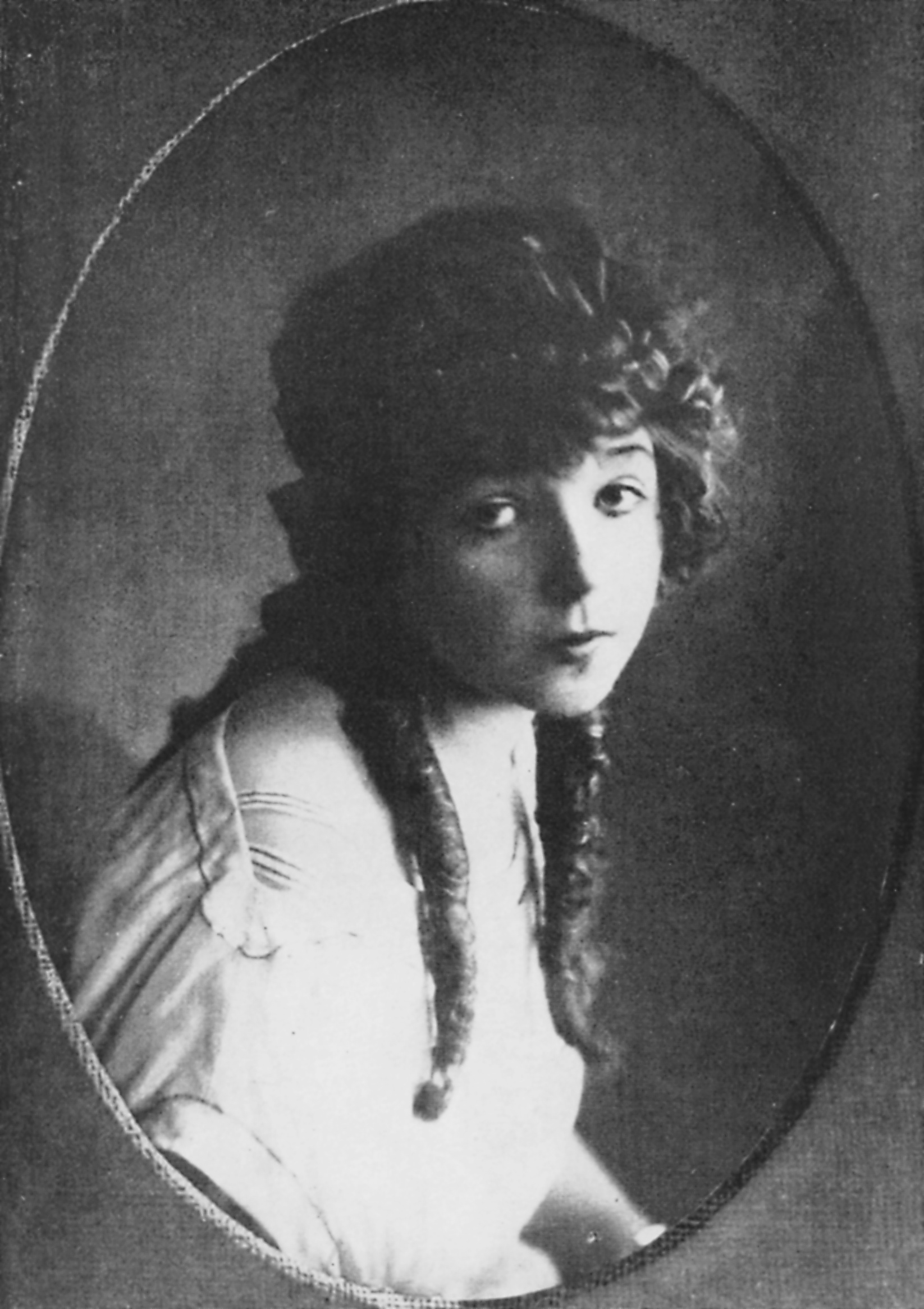

Edith „Ditta“ Pásztory-Bartók, geb.  Pásztory (* 31. Oktober 1903 in Rimaszombat, Österreich-Ungarn; † 21. November 1982 in Budapest) war eine ungarische Pianistin und die zweite Frau von Béla Bartók. Sie ist Widmungsträgerin einiger seiner Werke, unter anderem seines dritten Klavierkonzerts.

## Biographie
Edith Pásztory wurde 1903 als Tochter einer Klavierlehrerin und eines Gymnasiallehrers geboren. Sie studierte Klavier am Mór Somogyi Konservatorium in Budapest, wo sie 1921 mit einem Diplom abschloss. 1922 wurde sie an der Königlichen Musikakademie in Budapest Schülerin von Béla Bartók. Ein Jahr später heirateten beide, 1924 wurde ihr Sohn Péter Bartók geboren.
Ditta Pásztory-Bartók wurde ständige Duopartnerin ihres Ehemannes bei Konzerten mit zwei Klavieren und Klavier zu vier Händen. Am 16. Januar 1938 gab sie in Basel ihr öffentliches Debüt mit ihrem Mann in der Uraufführung von dessen Sonate für zwei Klaviere und Schlagzeug. Am 8. Oktober 1940 gaben die beiden Künstler ein Abschiedskonzert in Budapest, in dem Pásztory auch als Solistin in Mozarts Klavierkonzert F-Dur KV 413 (387a) auftrat. Am 30. Oktober 1940 ging sie mit ihrem Mann ins Exil nach New York, ihr Sohn Péter Bartók folgte zwei Jahre später. Am 31. Januar 1943 gaben Béla und Ditta Bartók ihr letztes gemeinsames solistisches Konzert mit den New Yorker Philharmonikern unter der Leitung von Fritz Reiner.
In den Jahren bis zum Tod ihres Mannes am 26. September 1945 begleitete sie ihn auf Kuraufenthalten nach Saranac Lake im Staat New York oder nach Asheville in North Carolina, gab aber auch Klavierunterricht, um den gemeinsamen Lebensunterhalt mitzutragen. Die Uraufführung von Bartóks 3. Klavierkonzert durch sie als Widmungsträgerin wurde durch seinen Tod verunmöglicht: das Werk war als Geburtstagsüberraschung gedacht, er starb jedoch einen Monat vor dem Anlass.
Im Jahr 1946 zog Ditta Pásztory zurück nach Ungarn und lebte mehrere Jahre zurückgezogen. Das 3. Klavierkonzert wurde von György Sándor uraufgeführt. Später widmete sie sich gemeinsam mit ihrem Sohn Péter der Pflege des Werkes ihres Mannes und war auch wieder als Konzertpianistin tätig. Viele Jahre später spielte sie das 3. Klavierkonzert zusammen mit den Wiener Symphonikern unter der Leitung von Tibor Serly für das Label Keyboard Records ein. Ditta Pásztory starb im Alter von 79 Jahren in Budapest.
Als ihre testamentliche Verfügung wurde der Béla Bartók–Ditta-Pásztory-Preis 1983 ins Leben gerufen,  der von der Franz-Liszt-Musikakademie in Budapest an ungarische Komponisten, Solisten und Ensembles verliehen wird.